# ジョージ・シャウプ
ジョージ・レアード・シャウプ（英:George Laird Shoup、1836年6月24日-1904年12月21日）は、アメリカ合衆国アイダホ州が州に昇格したときに短期間初代知事となり、その後州では初めてのアメリカ合衆国上院議員となった政治家である。

## 伝記
シャウプは1857年恐慌で財政的に破綻した後に、1859年にコロラド準州に移動してパイクスピーク近くで鉱業と商業に携わった。南北戦争の間は、ニューメキシコ準州、コロラド準州およびテキサス州で働く独立系斥候達とともに入隊した。シャウプは第3コロラド騎兵隊が結成されたときに大佐に指名され、アパッチ・キャニオンとサンドクリークの戦いに参戦した。
南北戦争が終わると、モンタナ準州バージニアシティに移動してから同州サーモンに入り、サーモン市の設立に寄与した。シャウプはアイダホ準州レミー郡創設のための委員に指名され、1874年、準州議会議員に選出された。1880年から1904年の間は、幾つかの中断はあったが、共和党全国委員会のアイダホ州委員を務めた。
1889年4月、ベンジャミン・ハリソン大統領がシャウプをアアイダホ準州知事に指名した。シャウプはアイダホが州に昇格しアイダホ準州が存在しなくなった1890年7月までその職にあった。シャウプは続く10月にアイダホ州の初代知事に選出された。
シャウプが知事を務めたのはほんの数週間に過ぎなかった。11月にアイダホ州議会はシャウプを州選出のアメリカ合衆国上院議員に選出した。シャウプは12月に知事を辞任し上院議員に就任した。知事の後任は副知事だったN・B・ウィリーがなった。
シャウプは上院議員として年金、教育および軍事問題など多くの関心があった。準州委員会の委員長を務めた。この職にあって、インディアンの自由で公正な待遇を提唱した。シャウプは1894年にアイダホ州議会から合衆国上院議員にまる6年間任期で再選されたが、1900年には民主党のフレッド・デュボアに敗れた。シャウプはその4年後の1904年にアイダホ州ボイシで死んだ。
1910年、アイダホ州はアメリカ合衆国議会議事堂の国立彫像ホール・コレクションにシャウプの大理石像を州の2つの彫像の1つとして寄贈した。